# Мадонна Альцано
Мадонна Альцано (итал. La Madonna di Alzano), также Мадонна с грушей, или Мадонна Морелли (итал. Madonna della Pera, Madonna Morelli) — картина выдающегося итальянского живописца венецианской школы периода кватроченто Джованни Беллини, на которой изображена Дева Мария с Младенцем. Произведение написано около 1485 года и представляет собой живопись маслом по дереву, на доске размером 83 × 66 см. В настоящее время хранится в Академии Каррара в Бергамо.

## Происхождение
Картина Беллини с XVI века находилась в церкви Санта-Мария-делла-Паче в Бергамо, Ломбардия, куда, вероятно, попала как часть приданого Лукреции Альярди, настоятельницы монастыря Альцано-Ломбардо, откуда и произошло название. Другое название возникло от фамилии последнего владельца картины. Истории, связывающие её с Алессио Альярди и его дочерью Лукрецией и семьёй Вертова, — относительно недавнее изобретение, не соответствуют действительности.

## История
Картина оставалась в церкви до наполеоновских репрессий, когда при невыясненных обстоятельствах её приобрели дон Эустакио Терци и дон Доменико Джованетти. Вскоре после этого, 19 мая 1809 года, они продали её Лоренцо Мартино Дзанки, который тем временем приобрёл церковь и прилегающую землю, построив приют для престарелых «La Casa degli Incurabili». Три дня спустя мировой судья Альцано-Маджоре, некто Соарди, распорядился конфисковать картину и передать её на хранение самому Дзанки. В июне 1809 года Дзанки вызвал эксперта Пьетро Ронкалли из Королевского лицея Серио для оценки. Ронкалли дал лестную оценку работе, отметив её красоту и отличную сохранность.
20 сентября 1809 года мировой судья отменил постановление об конфискации, и картина была возвращена на прежнее место, где она находилась до 15 апреля 1810 года, даты окончательного закрытия монастыря. Дзанки, вместе со священниками Терци и Джованетти, опасаясь конфискации картины властями, тайно вывезли её и передали монахиням-салезианкам из Альцано-Ломбардо. Последние, предчувствуя, что их монастырь также будет упразднён, передали её священнику дону Джамбаттисте Ноли. Картина оставалась у Ноли до 1869 года, когда её приобрёл Джованни Мелли по совету своего кузена и историка искусства Джованни Морелли. От Мелли её, как и всю коллекцию Мелли, унаследовал Морелли, который в 1891 году передал коллекцию, включая картину Джованни Беллини, Академии Каррары.

## Композиция
Картина посвящена традиционной для венецианской живописи теме Марии с Младенцем Иисусом. Фон представляет собой полотно, напоминающее троны с балдахинами, которые часто использовались в церковных беседах того времени. По сторонам изображён характерный итальянский пейзаж с башнями, замками и маленькими фигурками. На переднем плане — парапет из красного мрамора, на котором, как обычно, находится бандероль с подписью Беллини. Также изображён фрукт, возможно, отсылка к первородному греху или символу Девы Марии, заимствованному из священных книг или гимнов. Традиционно фруктом считают грушу, но на самом деле изображено «яблоко с клювом».
Эта Мадонна обычно считается прообразом для более поздних произведений Беллини, таких как «Мадонна с красными херувимами» или «Мадонна с тополями», обе из Галереи Академии в Венеции.